# 헤어 (영화)
《헤어》(영어: Hair)는 1979년에 개봉한 반전 뮤지컬 코미디 드라마 영화이다. 밀로시 포르만이 감독을 맡았으며, 1968년 브로드웨이 뮤지컬 "헤어"가 원작이다.

## 출연진
- 존 새비지
- 트리트 윌리엄스
- 베벌리 디앤절로
- 애니 골든
- 도시 라이트
- 넬 카터
- 셰릴 반스
- 리처드 브라이트
- 엘런 폴리
- 마일스 체이핀
- 샬럿 레이
- 니컬러스 레이
- 앤토니아 레이
- 마이클 지터
- 렌 우즈
- 데이비드 로즈
- 트와일라 사프
- 수재나 러브

## 기타 제작진
- 협력 제작: 로버트 그린헛
- 배역: 하워드 퓨어, 제러미 리처
- 미술: 스튜어트 워츨
- 의상: 앤 로스
- 안무: 트와일라 사프
- 조감독: 마이클 하우스먼